# Mehdi Ben Gharbia
Ne doit pas être confondu avec Moez Ben Gharbia.
Mehdi Ben Gharbia (arabe : المهدي بن غربية), né le 19 juin 1973 à Bizerte, est un homme politique et homme d'affaires tunisien, membre de l'assemblée constituante puis de l'Assemblée des représentants du peuple. Il est également le président du Club athlétique bizertin de 2011 à 2016.

## Jeunesse
Originaire de la ville de Bizerte, il effectue ses études primaires à l'école préparatoire des Sœurs entre 1977 et 1979, avant de rejoindre l'école primaire Jeanne-d'Arc jusqu'en 1981 et l'école primaire Mohammed V à Alger jusqu'en 1986. Il poursuit ses études secondaires au lycée Telemli d'Alger, entre 1986 et 1987, puis au lycée du 2-Mars 1934 à Bizerte, où il obtient son baccalauréat, section mathématiques avec mention, en 1992. Il intègre ensuite la faculté de médecine de Tunis mais s'arrête en troisième année à la suite de son arrestation en 1994 pour des raisons politiques.

## Carrière professionnelle
En 2001, il reprend la société World Freight Service qui est à un stade embryonnaire et développe cette société spécialisée dans le fret aérien.
En 2004, il crée et développe la société Flash Tunisie, entreprise cédée en 2009, avant la création en 2005 de la société LBG Consulting, spécialisée dans l'assistance et le contrôle des expéditions spéciales.
En 2006, il crée la société Platinium Events (agence de voyages de catégorie A) puis crée la société Platinium Rent Car en 2007.
En 2009, il crée la société Chronofret puis, en 2010, la société civile immobilière Ben Gharbia, dont le chantier est entamé en 2011 et achevé en septembre 2012.
Il est élu en mars 2011 comme président du Club athlétique bizertin. Il est aussi vice-président de la chambre des transitaires à l'Union tunisienne de l'industrie, du commerce et de l'artisanat.

## Carrière politique
Mehdi Ben Gharbia intègre le mouvement Ennahdha en 1987 et passe quatre ans au sein de son mouvement estudiantin en tant que responsable de l'organisation des élèves d'Ennahdha à Bizerte.
En 1991, il cesse toute activité politique à la suite de l'arrêt des activités d'Ennahdha et se voit arrêté, le 6 juillet 1994, pour appartenance à un parti politique non reconnu, association de malfaiteurs, distribution de tracts et participation à des manifestations non autorisées. Il est alors condamné à sept ans et neuf mois de prison pour appartenance à un parti politique non reconnu et placé en liberté conditionnelle le 6 novembre 1999. Il cesse alors toute activité politique.
Après la révolution de 2011, il intègre le Parti démocrate progressiste et se voit élu le 23 octobre 2011 à l'assemblée constituante en tant que représentant de la circonscription de Bizerte.
À la suite de la création d'Al Joumhouri, fusion du PDP et d'Afek Tounes, certains militants, dont il fait partie, accusent Ahmed Néjib Chebbi et ses alliés d'avoir accaparé une grande partie des places des comités central et exécutif attribuées aux représentants du PDP, dont une douzaine d'entre eux appartiennent à la famille Chebbi. Par conséquent, neuf constituants, lui inclus, décident de suspendre leurs activités dans le parti et lancent le mouvement réformateur, dans l'attente de l'achèvement des négociations avec les militants partageant leur point de vue.
Le 29 avril 2012, le courant dit réformateur, issu du PDP, décide lors d'un meeting tenu à Sousse de se retirer définitivement d'Al Joumhouri et de créer son propre parti, l'Alliance démocratique. Élu à l'Assemblée des représentants du peuple en 2014, il ne tarde pas à démissionner de son parti et à se présenter comme indépendant.
Le 9 mai 2016, il présente une initiative législative visant à instaurer l'égalité homme-femme dans l'héritage. Cette initiative qui suscite une polémique dans le milieu des conservateurs vise une répartition de l'héritage sur la base de l'égalité entre la femme et l'homme en cas d'absence d'un accord préalablement écrit entre les héritiers. À l'annonce de la formation d'un gouvernement d'union nationale, il exprime au président de la République son soutien et informe Habib Essid que le président voudrait qu'il démissionne. Il mène par la suite une campagne virulente contre Essid. Le 20 août, il est nommé ministre auprès du nouveau chef du gouvernement Youssef Chahed chargé des Relations avec les instances constitutionnelles, la société civile et les organisations des droits de l'homme.
Il présente sa démission le 14 juillet 2018,.
En 2019, il rejoint Tahya Tounes, le parti politique de Youssef Chahed. Dans la foulée, il est élu député en tant que tête de liste du parti dans la circonscription de Bizerte,.

## Poursuites judiciaires
Placé en grade à vue le 17 octobre 2021, il est accusé de fraude fiscale et blanchiment d'argent au sein de deux de ses entreprises de fret. Son avocat français Antoine Vey dépose trois recours auprès d'instances internationales en novembre 2022 pour dénoncer des dépassements en matière de droits de l'homme et de délai de détention de son client. En janvier 2025, il est condamné à quatre ans de prison et à une amende de 50 000 dinars pour corruption financière et administrative.
En août 2024, il est déféré avec l'ancien député Ahmed Laamari (Ennahdha) devant la chambre pénale chargée des affaires de terrorisme du tribunal de première instance de Tunis pour des « accusations à caractère terroriste » en lien avec des événements survenus en prison.
En mai 2025, il est visé par un mandat de dépôt dans le cadre de l’affaire du meurtre en 2020 de Rahma Lahmar qui travaillait dans l'une de ses entreprises.

## Vie privée
Il est marié à Cherifa Gharbi, médecin spécialisée en chirurgie plastique, qui meurt le 21 décembre 2020 ; le couple a un enfant,.